# Ofensiva de Kérenski
La Ofensiva de Kérenski (también conocida con el nombre de Ofensiva de Julio u Ofensiva de Galitzia) fue la última ofensiva rusa durante la Primera Guerra Mundial y tuvo lugar en julio de 1917. Sus objetivos principales eran evitar el traslado de tropas de las Potencias Centrales al frente occidental antes de la llegada de las fuerzas estadounidenses que debían dar ventaja a la Triple Entente, además de recobrar la disciplina y el espíritu de combate entre las tropas rusas, muy debilitadas por las penalidades de la guerra y la Revolución de Febrero.
El régimen zarista se había comprometido con los Aliados a participar en una nueva ofensiva conjunta en 1917. Al comienzo, esta se había fijado para comienzos de año pero las necesidades militares anglo-británicas y el rechazo ruso a combatir en mitad del invierno obligaron a retrasar las operaciones hasta la primavera. Para entonces la desorganización del Ejército Ruso, en parte por las enormes bajas sufridas y el hartazgo por la guerra y en parte por las medidas democratizadoras del nuevo Gobierno provisional que desbarataron la antigua disciplina, impidió al alto mando participar en las operaciones de primavera. Convencidos los mandos rusos, el Gobierno y la mayoría de los partidos —incluidos los socialistas moderados que controlaban el Sóviet de Petrogrado y la mayoría de los comités de soldados surgidos en el frente— de la necesidad de realizar una nueva ofensiva, se preparó esta para el verano, con gran dificultad por la oposición de obreros y soldados a lanzar nuevos ataques.
La ofensiva tuvo lugar finalmente a comienzos de julio y, a pesar de unas primeras victorias, pronto se estancó por la falta de apoyo y disciplina en las unidades, que a menudo se negaban a participar o se retiraban al poco de comenzar las operaciones. A pesar de encontrarse en inferioridad numérica y armamentística, las Potencias Centrales contraatacaron y consiguieron recuperar el terreno perdido, avanzar hasta Tarnópol y desorganizar todo el frente suroeste, que se sostuvo a duras penas. La ofensiva resultó un fracaso militar y político: no devolvió el orden al Ejército, desencadenó las Jornadas de Julio en la capital, favoreció la disgregación de las unidades, hundió el escaso prestigio militar ruso ante franceses y británicos y condujo a una nueva pérdida de territorio. Propició una polarización política que debilitó al Gobierno y favoreció a los extremistas de izquierda y de derecha, que un mes más tarde condujo al fallido golpe de Kornílov.

## Antecedentes

### Compromisos con los Aliados
El 18 de diciembrejul./ 31 de diciembre de 1916greg., los mandos rusos de los distintos frentes se reunieron en la sede del alto mando en Maguilov para tratar su contribución a la siguiente ofensiva aliada. Los militares rechazaron los planes aliados de ofensiva para febrero del año siguiente, a pesar de que los representantes rusos les habían otorgado el beneplácito en la conferencia aliada en Chantilly en la que se había decidido tal fecha para el siguiente ataque. Según los generales rusos, la época del año hacía imposible operaciones de gran envergadura en el frente oriental y el Ejército tampoco se encontraba preparado para estas. La mayoría defendió retrasar la ofensiva al menos hasta mayo, cuando debía llegar una remesa de artillería británica que consideraba crucial para la campaña; se decidió también realizar una profunda reorganización de las unidades que debía dotar de mayor capacidad de maniobra al Ejército, pero que también impedía llevar a cabo una ofensiva en el futuro inmediato. A pesar de las exigencias aliadas, los generales presentes decidieron que sus unidades simplemente apoyarían una posible ofensiva en el resto de frentes mediante operaciones limitadas y pospondrían todo ataque sustancial hasta el verano. Tras largas discusiones, se eligió el frente suroeste para este ataque principal.

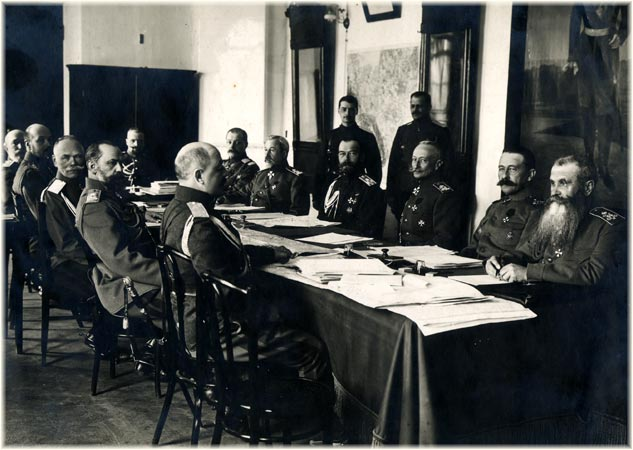
Reunión del alto mando ruso en 1916. El general Mijaíl Alekséyev (3º por la izda.) trazó a grandes rasgos el plan de campaña de año siguiente, aunque fue relevado poco antes de su puesta en marcha por el general Brusílov (3º por la dcha., le sigue el zar Nicolás II).

La relativa falta de tropas alemanas en ese sector (52 000 de un total de 260 000) y la concentración de tropas rusas en el cercano frente rumano facilitaban el ataque en esta zona. El plan incluía el avance hacia Leópolis-Sighetu Marmației de los ejércitos 11.º, 7.º y 8.º, reforzados con unidades retiradas del frente rumano. Para apoyar este ataque y evitar el socorro del enemigo al sector, se realizarían ataques menores en otros frentes: en el occidental se lanzaría una ofensiva menor hacia Vilna; en el septentrional, hacia Riga; y, en el rumano, hacia Dobruja. El zar aprobó este plan del jefe del Estado Mayor, general Mijaíl Alekséyev, el 24 de enerojul./ 6 de febrero de 1917greg..
El comandante del frente suroeste, general Alekséi Brusílov, reunió ese mismo mes a los jefes de los tres ejércitos que lo componían para perfilar las operaciones de cada uno: el 7.º sería el que realizaría el ataque principal mediante un avance en dirección noroeste hacia Leópolis, el 11.º tendría el mismo objetivo, pero avanzaría en dirección oeste; el Ejército Especial continuaría su avance hacia Volodímir-Volinski y Kóvel, mientras que las tropas de asalto del 8.º a lo largo de los Cárpatos tendrían un papel de apoyo al frente rumano cuando este se uniese al ataque. Este plan, con la sola eliminación de la participación del Ejército Especial, fue el que se trató de aplicar durante la ofensiva del verano.
En la conferencia interraliada celebrada en Petrogrado en febrero —la primera celebrada en territorio ruso—, se acordó finalmente el retraso de la principal ofensiva aliada a la primavera: debía llevarse a cabo en el mes de abril. Este cambio se debió no solo al deseo ruso de retrasar la campaña, sino también a las necesidades militares franco-británicas derivadas de los cambios de planes del comandante francés, el general Nivelle.

### Situación del Ejército

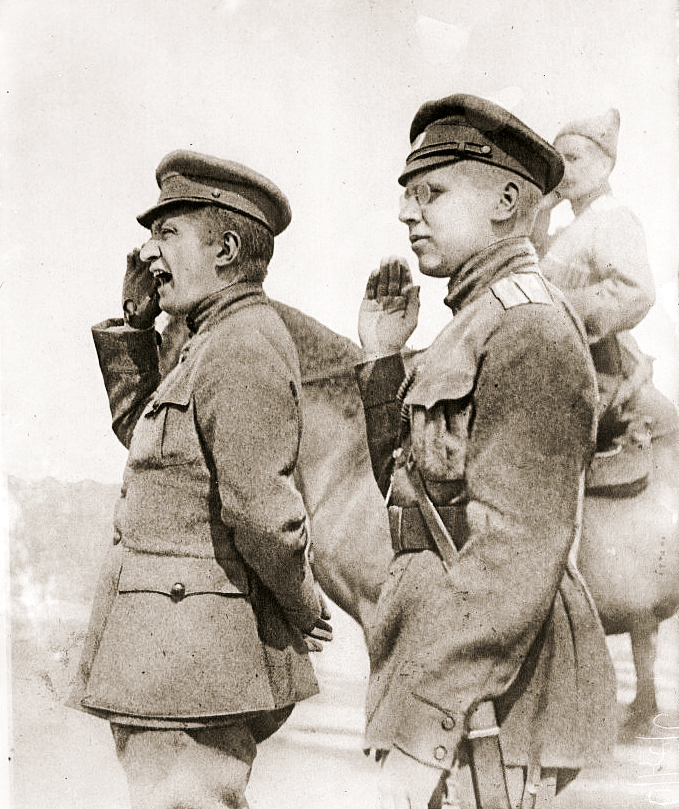
Aleksandr Kérenski, izquierda, nuevo ministro de Defensa del Gobierno de coalición social-liberal, arengando a las tropas durante los preparativos de la ofensiva de verano.

La disciplina en el seno del Ejército ruso había decaído enormemente tras la abdicación del zar Nicolás II.530 En parte, la pérdida de disciplina se debía a la desconfianza de las tropas con sus mandos; la enorme cantidad de bajas sufridas por el Ejército ruso en los primeros años de la contienda había desprestigiado a los oficiales entre gran parte de la tropa. En palabras del destacado social-revolucionario Víctor Chernov:

Dado que montañas de carne de cañón se habían desperdiciado con derroche criminal para compensar los fracasos en estrategia militar o la falta de equipamiento técnico, el deseo de ajustar cuentas mediante la conservación de la seguridad personal era ahora mayor; en ocasiones esto conducía a la dejadez cobarde que resultaba peligrosa para las unidades vecinas. Al evidenciarse ante todos la incapacidad de los mandos, los soldados insistían ahora en debatir las órdenes, lo que destruía las bases mismas del Ejército.

#### La composición del Ejército
La gran cantidad de bajas había tenido además otra consecuencia fundamental: alterar profundamente la composición de las fuerzas armadas, tanto la de la tropa como la de la oficialidad. Aunque los soldados seguían siendo fundamentalmente de origen campesino, las últimas levas de 1916 habían comenzado a incluir a hombres de mediana edad y los nuevos reclutas se enviaban al frente con una instrucción menor a las de sus predecesores. La desaparición de casi la totalidad de los hombres hábiles del campo por el reclutamiento agudizaba además la situación del agro ruso. La oficialidad, especialmente en los grados bajos del escalafón, también había cambiado radicalmente durante la guerra; el gran número de bajas había eliminado prácticamente a los antiguos oficiales y los había sustituido por otros nuevos con una visión más liberal que la habitual en el alto mando. Por debajo del grado de capitán, casi la totalidad de los oficiales provenían de las academias para reclutas creadas durante la contienda, que sólo exigían cuatro años de escolarización y cuatro meses de servicio activo para el ingreso; prácticamente todos ellos provenían del campesinado o de las clases medias-bajas. La queja de los altos oficiales por la «escasa actitud marcial» de los jóvenes oficiales venía acompañada a menudo por la de la poca calidad de los refuerzos recibidos. Además, muchos de estos nuevos oficiales se oponían a la ofensiva planeada y consideraban que su fracaso hundiría tanto al Gobierno como al alto mando.

#### Cambios en los mandos
El mando de las unidades había sufrido además profundos cambios después de la revolución por el relevo de un centenar de generales y el cambio de numerosos oficiales de unas unidades a otras. Incluso el alto mando había experimentado cambios notables: el 22 de mayojul./ 4 de juniogreg., Kérenski había logrado la sustitución de Alekséiev por Brusílov, que hasta entonces había mandado el frente suroeste. Se cambió además a todos los comandantes de los diversos frentes y a muchos de los oficiales que mandaban los distintos cuerpos de ejército, ejércitos y divisiones. En el frente más importante para la ofensiva, el del suroeste, el nuevo comandante, el general A. E. Gutor, tomó el mando solo tres semanas antes del comienzo previsto de la campaña. Sus unidades principales para el ataque, el 11.º y 7.º ejércitos, también habían cambiado recientemente de comandantes, en el caso del primero, en tres ocasiones —el comandante que dirigió la unidad se hizo con el mando cinco días antes del ataque—. La totalidad de los jefes de los cuerpos de ejército de estas unidades y la mayoría de los generales de división habían sido nombrados en los tres meses que precedieron a la campaña de verano. Lo mismo sucedió con el 8.º ejército, que tenía una tarea menor en los planes pero acabó desempeñando un destacado papel dirigido por su nuevo comandante, el general Lavr Kornílov, que tomó el mando el 12 de mayojul./ 25 de mayogreg. y sustituyó a Alexéi Kaledin.
Los cambios de mandos no afectaron únicamente al frente suroeste, sino también a otros tres frentes: Antón Denikin tomó el mando del frente occidental, adyacente por el norte al sudoccidental, el 8 de juniojul./ 21 de juniogreg., diez días antes del comienzo de la ofensiva de verano; en el frente norte, el general Dragomírov había sustituido a Ruzski antes de serlo él mismo por el general V. N. Klembovksi; y en el frente rumano, el general D. G. Shcherbachiov sucedió a V. V. Sájarov.

#### La moral de las tropas
La revolución, por otra parte, no había hecho desaparecer el entusiasmo de las tropas por la contienda, pues este nunca había existido, simplemente agravó la oposición de los soldados al conflicto. Las esperanzas de mejora que trajo la revolución sí que minaron, sin embargo, el cumplimiento de los deberes militares de los soldados, ya que estos parecían interponerse en la consecución de esa prosperidad. La actitud de muchos soldados se reflejaba en la siguiente carta de un soldado del frente al Sóviet de Petrogrado:

Nosotros los soldados nos sentamos en las trincheras, entre la suciedad y el agua, donde decenas de miles mueren todos los días, y ansiamos la paz. Mientras, vosotros, los gobernantes del país sedientos de sangre, no cesáis de redactar órdenes para que sigamos combatiendo hasta la victoria final. ¿Qué significa la libertad para nosotros si deseáis que continuemos combatiendo y repetís las mismas cantinelas que el antiguo Gobierno? Esto no es la libertad, solo una nueva gran guerra sangrienta y sin sentido que devorará a decenas de millones de inocentes y enterrará a toda criatura viva sin beneficiar a nadie. Miliukov no escucha, ni Chjeidze, ni tampoco Kérenski...

Nos parece que el único pequeño rayo de esperanza es Lenin, pero le consideráis un provocador. Bien, pues no es ni un provocador ni un traidor. Desea detener vuestra maldita y sangrienta guerra sin sentido, pero queréis acallarle y apagar su bienvenido rayo de luz. Si no hubiese un Lenin, ¿quién pensaría en nosotros? Ni Chjeidze, ni Miliukov, ni Kérenski, ni Skóbelev lo harían...

También nuestros hermanos soldados que fueron elegidos como representantes recitan la misma cantinela sin sentido:«hasta la victoria final». Los elegimos porque prometieron antes de su elección que intentarían traer la paz, pero en cuanto dejaron las trincheras olvidaron a sus leales camaradas. Ahora dicen:«Dejadles morir mientras nosotros, los delegados, nos sentamos cómodamente en los comités». ¡Vaya manera de pensar! Así solamente estáis perdiendo al Ejército y condenándoos.

Vosotros, diputados, no deberías de pensar que lo que digo no es cierto o que un espía escribe esto. No, esto lo escribe un soldado desde las trincheras, que ve y oye a su alrededor el sentir del Ejército que, como la atmósfera está cargada y los soldados no pueden hacer otra cosa que hablar, está a punto de convertirse en un clamor universal:«¡Paz a cualquier precio!» Por tanto, señores delegados, deben aplicarse con diligencia a la cuestión de la paz, porque si no lo hacer ahora pronto será demasiado tarde.

El deseo de paz se reflejó no solo en la confraternización con el enemigo y las peticiones al Sóviet de Petrogrado, sino también en el incremento de las deserciones, que se produjo después de la Revolución de Febrero. El número de soldados que decían encontrarse enfermos también creció desmesuradamente y muchos de ellos, evacuados a la retaguardia, nunca regresaron a sus unidades (1 183 988 después de la revolución frente a 726 200 en todo el periodo anterior a ella).
A pesar de esto, numerosos oficiales y políticos, socialistas y no socialistas, se engañaron pensando que, una vez eliminada la autocracia, las tropas formarían un nuevo Ejército revolucionario dispuesto a retomar con vigor las operaciones militares, en parte por analogía con el periodo revolucionario francés. La mayoría de los mandos, de la prensa y de los políticos favorables a realizar la ofensiva de verano culpaba a los bolcheviques de la efervescencia de los soldados, cuando en realidad aquellos solo reflejaban la oposición de los combatientes a realizar nuevos ataques.

#### Democratización y disciplina
La Orden número 1 del Gobierno provisional ruso debilitó considerablemente el poder de los oficiales, ya que otorgó gran importancia a los comités de soldados, elegidos por las tropas, garantizó los derechos civiles de estos y supeditó la obediencia de las órdenes de la comisión militar del Gobierno a su concordancia a la política del Sóviet de Petrogrado. La Orden, que trataba de acabar con la degradación anterior del código militar zarista, había sido mal recibida por los altos mandos rusos, a pesar de los intentos del nuevo ministro de Defensa, Aleksandr Guchkov, de organizar su aplicación desde el 5 de marzojul./ 18 de marzogreg.. Cuatro días más tarde, el ministro aclaraba la situación y la debilidad del Gobierno frente al Sóviet al crítico general Alekséyev, jefe del Estado Mayor, dispuesto a juzgar sumariamente a los revolucionarios que estaban acudiendo al frente a arengar a las tropas. Ante esta confesión, que sorprendió al general, este decidió contemporizar y tratar de influir en los consejos a través del ingreso en los mismos de oficiales.
La abolición de la pena de muerte (12 de marzojul./ 25 de marzogreg.) fue otro factor decisivo, al igual que la presencia en el frente de un gran número de agitadores revolucionarios, especialmente de bolcheviques, que propagaban la idea derrotista de que la guerra era inútil para los intereses de los soldados. Las sublevaciones y los motines eran cada vez más habituales en el frente, siendo a menudo los oficiales las víctimas del descontento creciente de los soldados, con lo que alguno de ellos llegó a ser asesinado. La Orden número 8, conocida como Declaración de los derechos del soldado, había relajado considerablemente el anterior código militar y facilitado el desorden al conceder a los soldados permiso para abandonar las unidades cuando no se hallasen de servicio. Los oficiales habían perdido además su poder de aplicar medidas disciplinarias —salvo en el combate—, que pasó a los comités y tribunales militares electos. Los tribunales ambulantes que anteriormente habían realizado rápidos consejos de guerra quedaron abolidos. La decisión de disolver las unidades más revoltosas, aprobada legalmente el 30 de mayojul./ 12 de juniogreg., tuvo un efecto indeseado: puesto que la disolución tardaba meses en ser llevada a efecto y, mientras tanto, se retiraba a la unidad del frente, algunos soldados veían a la insubordinación como un medio útil de librarse del servicio en la zona de combate.
El refuerzo de las unidades tampoco fue sencillo: aunque entre mayo y junio se habían enviado más de 1845 compañías de 250 hombres cada una al frente, esto solo suponía la mitad de las tropas solicitadas por los mandos de los distintos frentes y el número de deserciones era muy elevado. A pesar de que los refuerzos apenas se notaron en el frente, su envío tuvo graves repercusiones en la retaguardia: hubo numerosas revueltas en ciudades de la retaguardia, radicalización de los soldados y, en Petrogrado, donde la guarnición contaba con la promesa de no ser enviada al frente, la decisión del Gobierno de mandar compañías hizo que muchos soldados perdiesen su anterior confianza en los socialistas moderados del Sóviet, que aprobaban la medida. Aquellos que sí que se incorporaban a las unidades del frente a menudo solo suponían una fuente más de rebeldía y de oposición a la campaña de verano.
Muchas unidades de casi todos los frentes se mostraban reacias a combatir y varias de ellas tuvieron que ser disueltas o forzadas a ocupar las posiciones que se les habían asignado por la fuerza.

#### La situación del frente
Después de la revolución, siguieron un par de meses de armisticio virtual en el frente y confraternización con los soldados de las Potencias Centrales, favorecida por los mandos alemanes. El Gobierno alemán temía que cualquier ofensiva por su parte podía frenar lo que veía como desintegración del Imperio ruso. Las escasas ofensivas recibieron escasa atención en la propaganda para no alarmar a los rusos. La infantería rusa se mostraba en general favorable a la interrupción de los combates y al trato con las tropas enemigas, que solo la artillería estorbaba en ocasiones.

#### El armamento
A diferencia de la situación de los mandos y de las tropas, el armamento del Ejército nunca había sido mejor, tanto por la llegada de material encargado con anterioridad como por la acumulación durante los anteriores meses de calma en el frente. Incluso con un descenso del cumplimiento de las peticiones de armamento por parte de franceses y británicos (estos últimos aprobaron secretamente esta reducción) y de la propia producción rusa, el aumento de las entregas y la llegada tardía de lo antes acumulado al frente llevó a que las unidades rusas estuviesen mejor armadas. Según el agregado militar británico, general Alfred Knox, en el frente sudoccidental los rusos contaban con mil cañones frente a los quinientos del enemigo y Denikin señaló una ventaja aun mayor (novecientos frente a trescientos) en el frente occidental bajo su mando. El armamento fue en realidad, el único aspecto en el que el mando mostró su satisfacción en vísperas de la campaña.

### El plan de ataque
En la zona donde se debían desarrollar las principales operaciones, el frente suroccidental ruso, los ejércitos 11.º,7.º y 8.º se enfrentaban al 4.º y 2.º austriacos, a los «ejércitos alemanes del sur» y al 3.º austriaco —este último al sur del Dniéster—.
Las operaciones más importantes debían llevarlas a cabo el 11.º y el 7.º ejércitos, que debían atacar a lo largo de 45 km.  El 11.º debía avanzar a lo largo de la línea Zólochiv-Gliniani-Leópolis; el 7.º siguiendo la línea Berezhany-Bobrka-Leópolis. El 11.º debía facilitar el movimiento del 7.º apoyando su flanco derecho. El plan general indicaba que el 11.º y el 7.º ejércitos debían cruzar el río Zolotáia Lipa, capturar las líneas férreas y girar al noroeste para dirigirse a Leópolis, principal objetivo de la ofensiva.
Varios días después de comenzar el ataque principal, el 8.º Ejército debía lanzar uno de apoyo a este en el sur del frente sudoccidental. Su XII cuerpo debía tomar Hálych y Kálush y su XVI cuerpo, alcanzar el río Lómnitsa, seguir río abajo y evitar el envío de refuerzos por el enemigo a la zona del ataque principal.

### Apoyo político y militar a la ofensiva
Por lo demás, la política del nuevo Gobierno provisional ruso era la de cumplir con las obligaciones a que se había comprometido con el resto de las potencias aliadas, que consistían en proseguir la guerra hasta la derrota total y completa de las Potencias Centrales; esta política gubernamental disminuía la motivación y la combatividad de las tropas rusas. Mientras los generales y las fuerzas conservadoras en el Gobierno veían la revolución como un acicate para renovar la lucha por la victoria en la contienda, la izquierda la consideraba el comienzo de un cambio social, que debía conllevar, entre otras cosas, la pronta firma de la paz entre los combatientes.
El 4 de marzojul./ 17 de marzogreg., el Sóviet de Petrogrado expuso su postura sobre la guerra en una proclama en la que defendía la pronta rúbrica de la paz, sin anexiones ni indemnizaciones y rechazaba los objetivos de guerra zaristas, a la vez que adoptaba un defensismo revolucionario. Consciente de la impopularidad de una ofensiva entre obreros y soldados, el Sóviet acabó por respaldarla considerándola necesaria para hacer avanzar las negociaciones de paz con los Aliados, pero con prudencia en sus declaraciones.
Finalmente, las instituciones, la mayoría de los partidos políticos y los mandos militares apoyaron la ofensiva por una mezcla de los siguientes motivos:
- Se suponía que una victoria militar reforzaría los esfuerzos a favor de la paz de la diplomacia rusa,[19] a la que los Aliados prestaban escasa atención.[34] Según Kérenski, la ofensiva debía ser un instrumento para acelerar la llegada de la paz.[35]
- La reanudación de las operaciones ofensivas por parte de Rusia debía facilitar la concesión de créditos de los Aliados, necesarios para evitar la bancarrota del país.[35]
- Los Aliados presionaban cada vez con más fuerza para que Rusia retomase los combates para evitar la concentración de las fuerzas enemigas en otros frentes.[35] Solo los estadounidenses, aún poco influyentes, se mostraron favorables a que los rusos mantuviesen la defensa del frente sin realizar ataques de importancia.[36]
- Para los mandos militares y los políticos conservadores, las operaciones militares debían servir para restaurar el orden en el Ejército, en la retaguardia,[37] y debilitar a la izquierda.[19] La ofensiva debía de servir también como excusa para enviar parte de la guarnición de Petrogrado al frente sin alarmar en exceso a la población.[37]

Tanto el Sóviet de Petrogrado como el Primer Congreso de los Sóviets de Obreros y Soldados (13 de juniojul./ 26 de juniogreg.) y el Primer Congreso de Campesinos aprobaron la ofensiva. Sólo una minoría de delegados —bolcheviques, mencheviques internacionalistas y socialrevolucionarios de izquierda— votaron en contra. La oposición política a la ofensiva se reducía a estos grupos de la izquierda radical, todavía minoritarios, pero que crecieron en influencia ante el respaldo de los socialistas moderados a las operaciones militares.

### Retraso de las operaciones y preparativos
El general francés Nivelle comunicó a Alekséyev el comienzo de la ofensiva anglo-francesa para el 26 de marzojul./ 8 de abrilgreg. y solicitó el comienzo del ataque ruso para esas fechas, a lo que este se negó; consideraba al Ejército ruso mal preparado para ello. La descripción de la situación política y militar de la retaguardia enviada por el ministro de Defensa Aleksandr Guchkov alarmó a Alekséyev y acentuó su convicción de que una ofensiva a comienzos de la primavera era imposible. Por un lado, la evaluación de Guchkov de la situación obligaba a retrasar las operaciones al menos hasta julio pero, por otra, Alekséyev temía la reacción aliada al incumplimiento ruso del acuerdo pactado en Petrogrado en febrero, que obligaba al país a participar en un ataque durante la primavera.
Solicitó al Gobierno que se convenciese a los Aliados para posponer el ataque hasta julio, cuando los refuerzos rusos debían estar listos para participar en él. A la vez, Alekséyev solicitó una valoración sobre el estado de las tropas a los comandantes del frente, cuya respuesta demostró que estaban convencidos de la posibilidad de mantener la defensa pero no de poner en marcha una ofensiva. El 5 de marzojul./ 18 de marzogreg., el Estado Mayor propuso retrasar varios meses la ofensiva, hasta restaurar el orden en las unidades.
El 5 de mayojul./ 18 de mayogreg., el nuevo Gobierno de coalición entre socialistas moderados y liberales comunicaba su intención de adoptar los objetivos del Sóviet de Petrogrado (paz sin anexiones), de profundizar los cambios democratizadores en el Ejército y, a la vez, de preparar a este para una futura ofensiva, única medida satisfactoria para el alto mando. A pesar de que a finales de mayo los mandos habían convencido a los principales partidos de la necesidad de atacar, las tropas se mostraban opuestas. El nuevo ministro de Defensa, Aleksandr Kérenski, trató de cambiar la actitud de los soldados con una visita al frente el 13 de mayojul./ 26 de mayogreg., donde fue recibido con entusiasmo efímero. Al día siguiente, se dirigió a los representantes de las tropas de todo el frente sudoccidental reunidos en un congreso en la sede del cuartel general de este frente, en Kamenéts-Podolski. A continuación, recorrió todo el frente acompañado de Brusílov, derrochando energía y entusiasmo, gira que continuó por Odesa, Sebastopol y, algo más tarde, el frente norte, antes de regresar a la capital poco antes del comienzo del Primer Congreso de los Sóviets de Obreros y Soldados. A pesar de la buena acogida general, el efecto de los sentidos discursos de Kérenski era pasajero, y los intentos de algunos oficiales de aprovechar la visita o de utilizarla para comenzar los preparativos para la ofensiva, fueron mal recibidos por los soldados.
La tarea de preparar a las tropas para la ofensiva acabó recayendo principalmente en los comités de soldados, de inclinación defensista en su mayoría. Estos pasaron de defender los intereses de los soldados ante los oficiales y la posición defensista del Sóviet de Petrogrado ante los belicistas a ultranza en los meses anteriores a convertirse en agentes del Gobierno en sus esfuerzos por preparar las tropas para operaciones ofensivas. La hostilidad de la mayoría de los soldados a estas llevó a un número creciente a seguir a los radicales de izquierda, que tachaban el conflicto de capitalista y útil solo para las clases privilegiadas de los países beligerantes.

### Relevo de Alekséyev y últimos acontecimientos antes del ataque
Considerado excesivamente pesimista sobre la situación como para dirigir la futura ofensiva, el Gobierno relevó del mando a Mijaíl Alekséyev, y lo sustituyó por Alekséi Brusílov el 22 de mayojul./ 4 de juniogreg.. Kérenski relevó además a cuatro de los cinco comandantes de los sectores del frente.
No obstante, Kérenski tenía la esperanza de que una importante victoria de sus soldados en el frente le permitiría recuperar el favor del pueblo, a la vez que restañaría la moral de las tropas rusas, reforzando de este modo al propio Gobierno provisional y demostrando la eficacia del «Ejército más democrático del mundo», como se lo denominaba en esos momentos, ante los Aliados. El ataque, que no coincidiría ya con las operaciones ofensivas anglo-francesas en el frente occidental, debía además demostrar el mantenimiento de los compromisos rusos con la Triple Entente. Las fuerzas de derecha, los kadetes y los mencheviques y socialrevolucionarios del Sóviet de Petrogrado, además de los Aliados, respaldaban la ofensiva, a pesar de admitir que comportaba grave riesgo.
Kérenski solicitó retrasar los planes de Brusílov, que deseaba comenzar la acometida el 12 de juniojul./ 25 de juniogreg., hasta lograr el respaldo del recién reunido Primer Congreso de los Soviets, lo que logró para el día siguiente, pese a la oposición de los bolcheviques. Obtenido este respaldo, Kérenski partió hacia el cuartel general en Maguilov para estar junto al Estado Mayor durante la ofensiva. El 12 de juniojul./ 25 de juniogreg., llegó a Tarnópol y firmó la orden de ataque.

## Comienzo de la ofensiva

### Operaciones principales
El 16 de juniojul./ 29 de juniogreg., comenzó un intenso bombardeo de las posiciones enemigas; Kérenski pasó el día recorriendo las distintas unidades para insuflar ánimo a las tropas.111 Las operaciones se iniciaron la mañana del 18 de juniojul./ 1 de juliogreg., con un ataque de las tropas rusas contra las austro-germanas en Galitzia, que consiguió hacerlas retroceder hacia Leópolis. En las operaciones militares, tomaron parte los 7.º, 8.º y 11.º ejércitos rusos, que se enfrentaron al Grupo de Ejércitos Sur austriaco, al mando del general Von Bothmer, formado por los 2.º y 7.º ejércitos austrohúngaros. El primer día los rusos había logrado capturar tres líneas fortificadas, miles de prisioneros, y romper el frente entre Zbórov y Berezhany.
Al día siguiente de iniciarse el ataque, los rusos habían roto las líneas austrohúngaras y avanzaban en un frente de 60 km, superando las expectativas iniciales del mando. Hicieron más de dieciocho mil prisioneros, y tomaron veintinueve cañones y varias localidades fortificadas. El 11.º Ejército avanzaba hacia su primer objetivo, la localidad de Zólochiv.

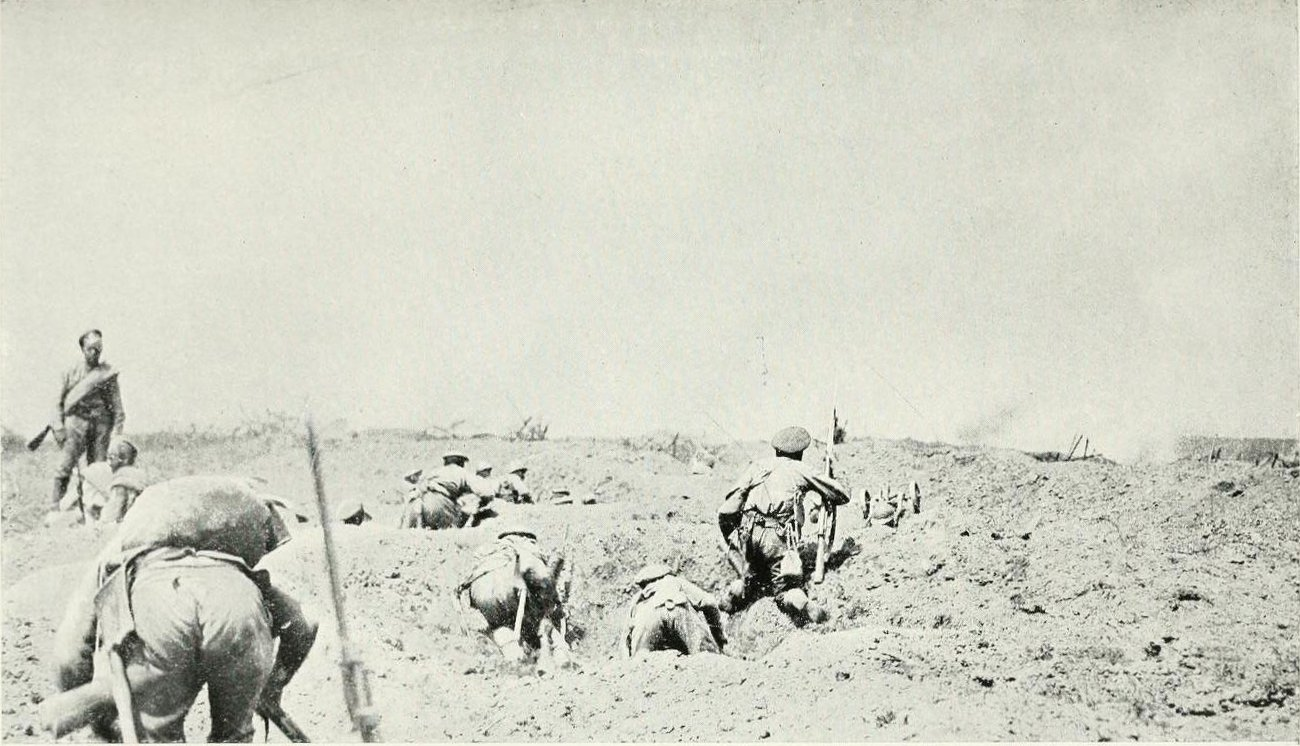
Avance del 47.º regimiento siberiano de fusileros el, primer día de la ofensiva.

La reacción en la capital fue de delirio entre las clases altas, el Gobierno, el sóviet y la prensa, que hicieron un llamamiento para sostener el ataque, pero hostil entre gran parte de la guarnición y los trabajadores. El primer día de la ofensiva, cuatrocientos mil soldados y obreros de la capital se manifestaron para mostrar su oposición; la guarnición sospechaba con razón que uno de los motivos de la campaña era enviarla al frente. Aunque los socialistas moderados del sóviet habían aprobado a regañadientes la marcha, la mayoría de las pancartas reflejaban los lemas bolcheviques opuestos a la ofensiva. Las marchas se produjeron además en otras ciudades. Los intentos de transferir secciones de la guarnición al frente desencadenaron las protestas de las Jornadas de Julio, que no lograron convencer al sóviet para tomar el poder.
En el sector del 7.º Ejército, la orografía complicó notablemente el ataque; al norte de Berezhany los espesos bosques ocultaban fortificaciones enemigas que ni los aviones ni la artillería rusa —por una vez superior en número— podían destruir. El 11.º Ejército debía ayudar en la captura de Berezhany desde el norte, una vez capturado Koniujy, pero parte de los soldados se emborracharon en esta localidad con licor abandonado por el enemigo en retirada y las ametralladoras alemanas escondidas en los bosques detuvieron el avance de otra de sus divisiones. Tras tres días de calma, los combates al norte de Koniujy se reanudaron el 23 de juniojul./ 6 de juliogreg.; después de encarnizados combates en los que las trincheras cambiaron de manos varias veces, los refuerzos alemanes consiguieron detener al 11.º Ejército. El comandante de la unidad informó de la falta de moral de las tropas, que se mostraron convencidas de haber cumplido con su deber y de que no debían seguir atacando. La única reserva de este ejército, el 1.er Cuerpo de Guardias, se negó a combatir.
El 7.º Ejército no logró apenas avanzar en el sector de Berezhany y algunas de sus unidades se negaron a hacerlo; su marcha se detuvo ya el segundo día de la ofensiva —en parte por lo complicado del terreno, en parte por la resistencia enemiga, pero también por la apatía de las tropas— y a partir de entonces se le ordenó simplemente apoyar las operaciones del 11.º Ejército.
A pesar del comienzo de los problemas poco después de comenzar la campaña, algunas unidades siguieron avanzando; el general Lavr Kornílov, al frente del 8.º Ejército, logró una notable victoria con un ataque que comenzó el 23 de juniojul./ 6 de juliogreg. y consiguió romper las líneas enemigas dos días más tarde, en la que capturó más de siete mil prisioneros y desbarató las líneas del 3.er Ejército austriaco. El 27 de juniojul./ 10 de juliogreg., el XII Cuerpo, parte del 8.º Ejército, tomó Hálych y parte de sus tropas cruzó el Dniéster. Al día siguiente, otra unidad capturó el cuartel del 3.er Ejército austriaco, Kálush. Los soldados, nuevamente borrachos, cometieron atrocidades contra la población civil y una unidad cosaca tuvo que ser enviada al frente para repeler el contraataque alemán. Tanto el XII Cuerpo como el XVI alcanzaron el río Lómnitsa y se prepararon para soportar un contraataque; para entonces habían avanzado cerca de 25 km a lo largo de 32 km de frente y capturado varios miles de hombres La lluvia torrencial y la llegada de refuerzos alemanes detuvo la marcha del 8.º Ejército.

### Operaciones secundarias
Las operaciones de apoyo a la principal en los demás frentes fracasaron completamente. En el frente norte, cuatro de las seis divisiones del 5.º Ejército asignadas a la operaciones se negaron a combatir. Una de ellas capturó dos líneas de trincheras antes de regresar a su posición inicial, otra tuvo que ser obligada a colocarse en posición y realizó escaramuzas contra sus propias líneas; una tercera se negó a combatir y estorbó la participación de otras unidades. El otro ejército del mismo frente, el 12.º, tuvo una respuesta aún peor: ni una sola unidad se movió de sus posiciones.
Más al sur, en el frente occidental, la situación era parecida: las unidades se negaron a avanzar. El 10.º Ejército había perdido el día antes 12 200 hombres en una acción preliminar de tanteo y se negó a seguir participando en la ofensiva; en el 2.º ejército, el comandante informó de que ni una sola de sus unidades era fiable y el del 3.er ejército indicó que las del suyo sólo lo eran para operaciones defensivas. A pesar de esta situación, Denikin ordenó el ataque el 7 de juliojul./ 20 de juliogreg. con tropas de choque, voluntarios y algunos regimientos disciplinados y hubo avances hasta que las reservas alemanas y la falta de refuerzo por parte del resto de las unidades rusas los frenaron. La gran superioridad rusa en armamento y hombres no surtió efecto.
Para cuando el ataque comenzó en el frente rumano el 10 de juliojul./ 23 de juliogreg., la operación sirvió simplemente para cubrir la retirada del frente suroriental, que había comenzado a retroceder tres días antes. A pesar de la necesidad de consultar con los comités de las unidades para poder comenzar el ataque, que impidió que fuese simultáneo al resto de operaciones en otros frentes, las fuerzas ruso-rumanas consiguieron avanzar 20 km y capturar más de cien piezas de artillería antes de que Kérenski ordenase detener el ataque tres días después de comenzar debido a la retirada del frente suroccidental.

### Contraofensiva de las Potencias Centrales

Las principales operaciones de la ofensiva rusa de verano y los contraataques austro-germanos.

Tras varios éxitos iniciales en la campaña (batalla de Zbórov), la ofensiva quedó paralizada al amotinarse y rechazar participar en el combate los soldados rusos, así como por el refuerzo alemán del frente y la mala planificación del Estado Mayor, confesada por Kérenski al primer ministro pocos días más tarde. Brusilov, que había planeado ataques secundarios en los otros tres sectores del frente, hubo de retrasar reiteradamente las fechas previstas para estos al mostrarse las tropas opuestas a tomar parte en la ofensiva. La ofensiva se detuvo el 2 de juliojul./ 15 de juliogreg..
El día 6 de juliojul./ 19 de juliogreg. los austro-alemanes desataron su contraofensiva. Mientras los tres ejércitos del frente sudocciental trataban de reagruparse para aprovechar los avances del 11.º y 8.º, los alemanes, a pesar de ser muy inferiores en número, atacaron al 11.º y le obligaron a retroceder. La retirada de un regimiento y la imposibilidad de sustituirlo por otro debido a la insubordinación de las unidades precipitó la retirada del 11.º Ejército. Las 58 329 bajas sufridas hasta entonces en la ofensiva habían privado al mando ruso de sus tropas más leales, lo que impidió el envío de refuerzos y causó el desorden del frente sudoccidental. Las órdenes de combatir se debatían en las unidades y a menudo eran finalmente rechazadas. La retirada del 11.º Ejército tras el río Seret obligó a replegarse al 7.º, que quedó expuesto: tres compañías de ametralladoras hicieron retroceder a dos divisiones rusas. La maniobra de estos dos ejércitos forzó la retirada del tercero, el 8.º; el repliegue ruso se convirtió en una desbandada en la que las tropas cometieron desmanes contra la población. El ataque de los Imperios centrales obligó a los rusos a retirarse, perdiendo Tarnópol el 25 de julio.
Tras encontrar escasa resistencia por parte de las tropas rusas, los soldados de las Potencias Centrales avanzaron a través de Galitzia y de Ucrania hasta el río Zbruch. Las líneas rusas habían sido completamente aplastadas el 20, y para el 23 de julio, los rusos habían retrocedido 240 km. Los tardíos ataques en otros sectores del frente por parte de las unidades rusas fueron inútiles. El mismo 7 de juliojul./ 20 de juliogreg., Kornílov había obtenido el mando de todo el frente suroeste gracias al desempeño anterior de su 8.º Ejército.
Franceses y británicos desencadenaron una ofensiva —la batalla de Passchendaele— demasiado tarde para afectar el resultado de la ofensiva rusa.

## Consecuencias
El Gobierno provisional ruso quedó sumamente debilitado por el catastrófico resultado de la ofensiva. Lejos de reforzar la moral del Ejército ruso y de contribuir a afianzar la posición del Gobierno provisional, la ofensiva probó que la moral del Ejército ruso estaba por los suelos, y ninguno de sus generales podía contar con que los soldados bajo su mando ejecutasen las órdenes que se les diesen. La confianza de las tropas hacia sus mandos menguó todavía más y se perdieron parte de las escasas tropas aún obedientes a sus oficiales, a pesar del número de bajas (1222 oficiales y 37 500 soldados) del ataque, relativamente escaso. Las unidades más disciplinadas y leales a los mandos y al Gobierno habían sido las más diezmadas en la campaña. Allí donde no se disgregaron, las unidades militares permanecieron como agrupamientos incapaces de oponerse al enemigo.
En el Ejército, la desorganización de las tropas y sus desmanes contra los civiles hicieron que los mandos solicitasen la restauración de la pena de muerte. Ante las quejas de los mandos y los informes de los propios comisarios del Gobierno y de los comités del frente, Kérenski restauró la pena de muerte y la censura en el frente, con el respaldo del sóviet de la capital. Los derechos conseguidos en la Orden número 8 quedaron en la práctica abrogados, lo que aumentó la desilusión de parte de los soldados con el Gobierno y los socialistas moderados que controlaban el sóviet. La ofensiva que debía de devolver la disciplina al Ejército agudizó su desintegración. Aumentó el número de deserciones (42 726 según datos oficiales) que, a su vez, atizaron la toma de haciendas en el campo (de 244 antes de julio a 686 entre este y octubre). Los soldados, mayoritariamente de origen campesino, estaban interesados en el reparto inmediato de la tierra, no en continuar la guerra mundial.
En la reunión de Kérenski con los mandos militares celebrada el 16 de juliojul./ 29 de juliogreg. para evaluar la situación, estos criticaron las medidas adoptadas por el Gobierno desde la revolución y les atribuyeron el fracaso de la ofensiva de verano. La actitud aparentemente más moderada de Kornílov, que no pudo asistir a la conferencia, y el respaldo que recibió del comisario del Gobierno en su frente, Borís Sávinkov, convencieron a Kérenski para relevar a Brusílov y nombrarlo en su lugar.
Las esperanzas de una victoria que hubiese permitido negociar una paz desde una posición de fuerza se desvanecieron. Los Aliados dejaron de consultar a los rusos para tomar decisiones sobre la guerra. No se invitó a representante ruso alguno en la siguiente reunión interaliada de julio celebrada en Londres y solo cuando el embajador ruso se enteró de la convocatoria pudo acudir precipitadamente y participar junto a la delegación francesa.
La ofensiva causó una polarización de la política rusa. Entre las clases medias y altas, el fracaso de la ofensiva llevó a una radicalización que culminó en el golpe de Kornílov a finales del verano. La derecha rusa buscaba una figura que impusiese orden. Entre los soldados, la radicalización tuvo signo opuesto: socialrevolucionarios de izquierda y bolcheviques recibieron un apoyo cada vez mayor de las tropas. Un número creciente de sóviets eligieron mayorías opuestas a la continuación de la guerra.